# Asatsu-DK

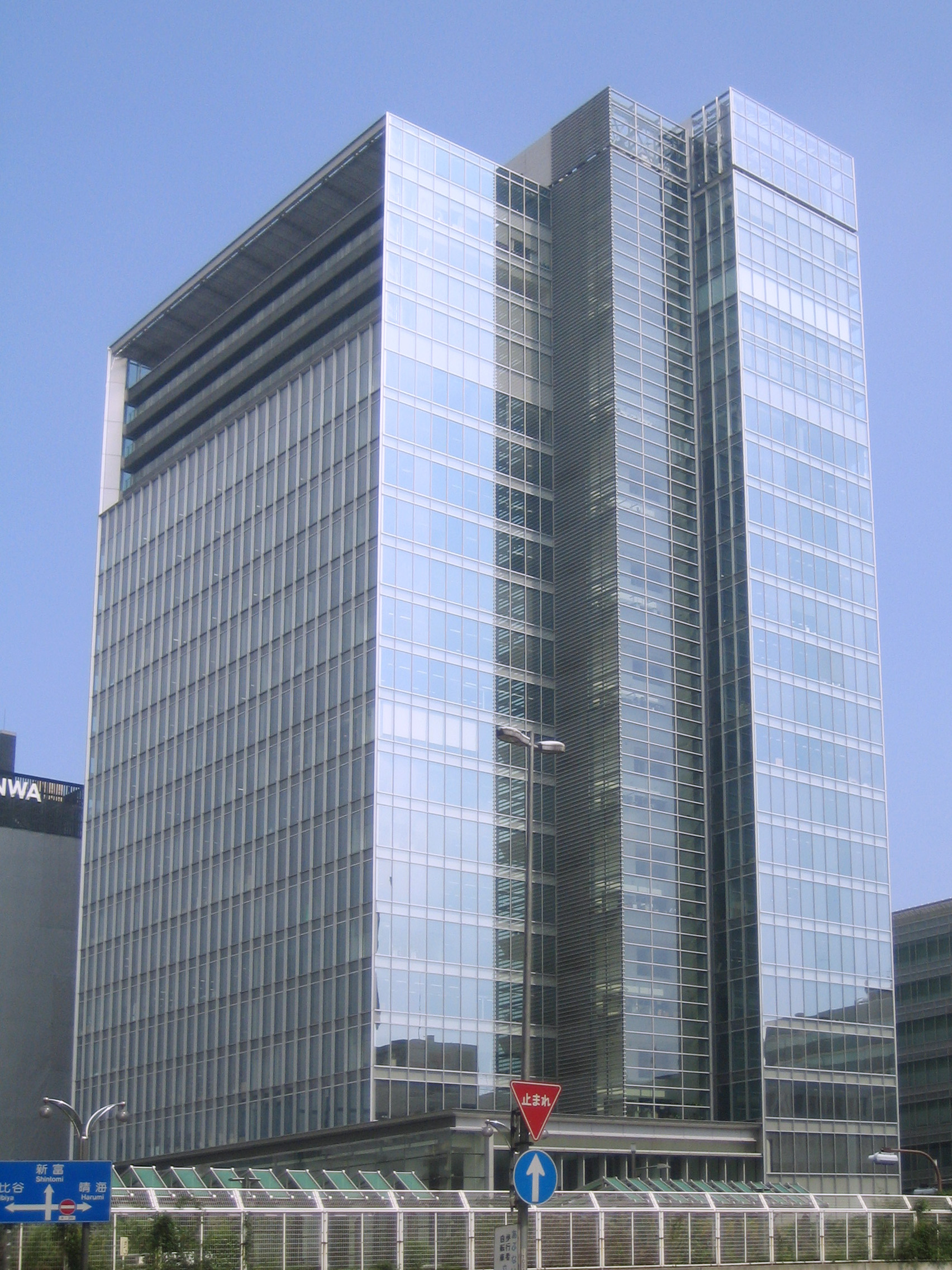
Trụ sở chính của Asatsu-DK ở Tsukiji

Asatsu-DK Inc. (株式会社アサツー ディ・ケイ Kabushiki-gaisha Asatsū Di Kei), thường được viết tắt là ADK, là một công ty quảng cáo Nhật Bản. Trụ sở chính tại Chūō, Tokyo, công ty quảng cáo lớn thứ ba ở Nhật Bản, chỉ sau Dentsu và Hakuhodo. Công ty này có tới 38 văn phòng ở khoảng 15 quốc gia. Một trong những văn phòng đó, Asatsu-DK châu Âu, được thành lập năm 1993 tại Amsterdam, Hà Lan. WPP Group giữ 20% cổ phần trong Asatsu-DK.

## Lịch sử
Asatsu Inc. Được thành lập vào năm 1956 bởi chủ tịch hiện tại là Inagaki Masao. Vào tháng tám năm1998, nó tham gia chuyên nghiệp liên kết với WPP Group. Rồi nhanh chóng sáp nhập với công ty quảng cáo Dai-ichi Kikaku Co., Ltd. (được thành lập năm 1951) để tạo thành Asatsu-DK (DK là viết tắt của Dai-ichi Kikaku) vào ngày 1 tháng 1 năm 1999.

## Công ty con và quyền lợi
Nó sở hữu nhiều quyền và công ty, bao gồm xưởng sản xuất NAS, xưởng phim hoạt hình Eiken, nhà xuất bản Nihon Bungeisha Publishing, phim và doanh nghiệp chế in Taiyo Seihan, các xưởng sản xuất Sun Artist Studio, Supervision Inc., nhà sản xuất Hình ảnh chính truyền hình thương mại, và dịch vụ sáng tạo công ty Tokyo Ad Party.
Asatsu-DK cũng tham gia vào việc sản xuất và cung cấp những dịch vụ của mình cho nhiều loạt anime, qua chính bản thân cũng như những công ty con, gồm cả những phần gần đây của Sunrise series nổi tiếng Gundam, cũng như những serie cuối cùng Mobile Suit Gundam 00, Turn A Gundam, Mobile Suit Gundam Seed và Mobile Suit Gundam Seed Destiny, cũng như những anime khác.